# Martin Petrov
Martin Petjov Petrov (på bulgarsk: Мартин Петьов Петров) (født 15. januar 1979 i Vratsa, Bulgarien) er en bulgarsk fodboldspiller, der spiller som kantspiller hos CSKA Sofia. Han blev kåret til Årets fodboldspiller i Bulgarien i 2006.

## Klubkarriere

### Tidlige karriere
Petrov startede sin seniorkarriere i 1995 hos den lavere rangerende klub FC Botev i fødebyen Vratsa i det vestlige Bulgarien. Han spillede for klubben i en enkelt sæson, inden han i 1996 skrev kontrakt med landets mest succesfulde klub, CSKA Sofia. Hans to sæsoner i hovedstadsklubben var præget af succes, og han var i 1997 med til at vinde The Double, med sejr i både den bulgarske liga og pokalturnering.
I efteråret 1998 mødte CSKA i en UEFA Cup-kamp schweiziske Servette FC, og efter samlet bulgarsk sejr i opgøret blev det schweiziske hold så interesseret i Petrov, at de fra årsskiftet valgte at købe den 19-årige spiller for en pris på 1,2 millioner D-Mark.

### Servette
Petrov spillede de efterfølgende tre sæsoner hos Servette, og allerede i sin første sæson var han med til at sikre holdet fra Geneve sit 17. schweiziske mesterskab. I den følgende sæson var Servette tæt på at nå gruppespillet i Champions League, men måtte i sidste kvalifikationsrunde se sig besejret af østrigske Sturm Graz. Det er det tætteste Petrov nogensinde har været på deltagelse i Europas fineste klubturnering.
De følgende to sæsoner bød på fuld spilletid for Petrov, der i 2000-01 scorede 15 mål i ligaen, og samme år var med til at triumfere i landets pokalturnering.

### Wolfsburg
Petrov skiftede i 2001 Schweiz ud med Tyskland, og skrev kontrakt med Bundesliga-klubben VfL Wolfsburg. Her var han igennem de følgende fire sæsoner fast mand hos klubben fra Folkevognsbyen, og nåede at repræsentere holdet i 116 ligakampe, hvori han scorede 28 mål. Hans største succes blev opnået i sæsonen 2004-05, hvor han scorede 12 mål, men ikke var i stand til at hjælpe Wolfsburg til en bedre ligaplacering end en 9. plads.

### Atlético Madrid
Petrovs personlige succes i Wolfsburg tiltrak interesse fra spansk fodbold, hvor hovedstadsklubben Atlético Madrid i juli 2005 sikrede sig bulgareren for en pris svarende til cirka 75 millioner kroner. Petrovs spillede de efterfølgende to sæsoner i La Liga, men den eneste titel han kunne hjælpe den ambitiøse klub til, var en sejr i UEFA's sommerturnering Intertoto Cup i 2007, der gav adgang til den følgende sæsons UEFA Cup. Da denne gik i gang var Petrov dog ikke længere at finde i klubben, for efter længere tids transferspekulationer blev han den 24. juli samme år solgt til engelske Manchester City under ledelse af den svenske træner Sven-Göran Eriksson, for en pris på 4,7 millioner britiske pund.

### Manchester City
Petrov debuterede for City den 11. august 2007 i et Premier League-opgør mod West Ham, som The Citizens på udebane vandt med 2-0. Den 22. september samme år scorede han sine første mål i den bedste engelske række, da City på Craven Cottage i London spillede 3-3 mod Fulham. Petrov var manden bag det første og tredje af Citys mål. Igennem resten af sin debutsæson i England scorede Petrov yderligere tre mål, og nåede at spille 34 af Citys 38 ligakampe. Han måtte dog også lide den tort af blive udvist i et opgør mod Everton den 25. februar 2008, da han til sidst i kampen blev tildelt et tvivlsomt rødt kort, for hvad dommeren tolkede som en nedsparkning af udeholdets Leon Osman. Petrov fik tre kampes karantæne for forseelsen.
Petrovs anden sæson på City of Manchester Stadium blev langt fra så succesfuld som den foregående, idet bulgareren kun spillede ni ligakampe, og slet ikke fik scoret. Til gengæld fik han spilletid i klubbens kampe i UEFA Cuppen, hvor han blandt andet var med til at slå hele tre danske klubber ud, først FC Midtjylland, siden FC København og til sidst AaB. City blev dog i kvartfinalen selv besejret af tyske Hamburger SV.
Efter Petrovs ankomst til klubben i 2007 havde City, ejet af mangemilliardærer fra de Forenede Arabiske Emirater, hentet adskillige stjernespillere til klubben, og den store konkurrence om pladsen på venstrekanten fra blandt andet englænderen Shaun Wright-Phillips betød i sommeren 2009 rygter om et salg af Petrov. Bulgareren valgte dog at forblive hos City, og spillede i Premier League 2009-10 16 kampe og scorede fire mål. Sæsonen endte med en skuffende femteplads til de rige nordenglændere. Petrov var i foråret 2010 plaget af en skade, der holdt ham ude af spillet i flere måneder.

### Bolton Wanderers
Efter længere tids tranferspekulationer forlod Petrov den 8. juni 2010 Manchester City, og skrev 14 dage senere kontrakt med Premier League-rivalerne fra Bolton Wanderers. Efter skiftet udtale Petrov sig kritisk om Manchester City, som han blandt andet beskyldte for manglende professionalisme i forbindelse med sit kontraktudløb. Han fik sin Premier League-debut for Bolton den 14. august i et 0-0 opgør hjemme mod Fulham.

## Landshold
Petrov nåede i sin tid som landsholdsspiller (1999-2011) at spille 90 kampe og score 19 mål for Bulgariens landshold. Han debuterede for holdet i juni 1999 i en EM-kvalifikationskamp mod England, hvor han blev indskiftet for den bulgarske legende Hristo Stoichkov. Kampen blev dog ikke en mindeværdig oplevelse for den dengang 20-årige Petrov, idet han efter kun otte minutter på banen blev udvist, og grædende måtte forlade banen.
Petrov var, blandt andet med en scoring i en hjemmesejr mod Estland i Sofia, med til at kvalificere Bulgarien til EM i 2004 i Portugal, hvor Balkan-nationen blandt andet kom i gruppe med Danmark. Slutrunden blev dog en skuffelse, og bulgarerne måtte rejse hjem efter tre nederlag og en målscore på 1-9. Petrov scorede på straffespark det enlige bulgarske mål i 1-2 nederlaget til Italien.
Petrov scorede under kvalifikationen til EM i 2008 hele seks mål, heriblandt to i en udekamp mod nabolandet Rumænien. De mange mål rakte dog ikke til kvalifikation til slutrunden, idet bulgarerne måtte se Rumænien og Holland løbe med de to billetter. Den 7. september 2010 opnåede han sin landskamp nr. 80 i et opgør i Sofia mod Montenegro.

### Landsholdsmål
| #  | Dato               | Sted                | Modstander   | Resultat | Konkurrence               |
| -- | ------------------ | ------------------- | ------------ | -------- | ------------------------- |
| 1  | 14. november 2000  | Algier, Algeriet    | Algeriet     | 2-1      | Venskabskamp              |
| 2  | 28. marts 2001     | Sofia, Bulgarien    | Nordirland   | 4-3      | Kvalifikation til VM 2002 |
| 3  | 28. marts 2001     | Sofia, Bulgarien    | Nordirland   | 4-3      | Kvalifikation til VM 2002 |
| 4  | 6. september 2003  | Sofia, Bulgarien    | Estland      | 2-0      | Kvalifikation til EM 2004 |
| 5  | 22. juni 2004      | Guimaraes, Portugal | Italien      | 1-2      | EM 2004                   |
| 6  | 9. oktober 2004    | Zagreb, Kroatien    | Kroatien     | 2-2      | Kvalifikation til VM 2006 |
| 7  | 4. juni 2005       | Sofia, Bulgarien    | Kroatien     | 1-3      | Kvalifikation til VM 2006 |
| 8  | 17. august 2005    | Sofia, Bulgarien    | Tyrkiet      | 3-1      | Venskabskamp              |
| 9  | 7. september 2005  | Sofia, Bulgarien    | Island       | 3-2      | Kvalifikation til VM 2006 |
| 10 | 2. september 2006  | Constanţa, Rumænien | Rumænien     | 2-2      | Kvalifikation til EM 2008 |
| 11 | 2. september 2006  | Constanţa, Rumænien | Rumænien     | 2-2      | Kvalifikation til EM 2008 |
| 12 | 6. september 2006  | Sofia, Bulgarien    | Slovenien    | 3-0      | Kvalifikation til EM 2008 |
| 13 | 7. oktober 2006    | Sofia, Bulgarien    | Holland      | 1-1      | Kvalifikation til EM 2008 |
| 14 | 6. juni 2007       | Sofia, Bulgarien    | Hviderusland | 2-1      | Kvalifikation til EM 2008 |
| 15 | 12. september 2007 | Sofia, Bulgarien    | Luxembourg   | 3-0      | Kvalifikation til EM 2008 |
| 16 | 6. februar 2008    | Belfast, Nordirland | Nordirland   | 1-0      | Venskabskamp              |
| 17 | 14. oktober 2009   | Sofia, Bulgarien    | Georgien     | 6-2      | Kvalifikation til VM 2010 |
| 18 | 14. oktober 2009   | Sofia, Bulgarien    | Georgien     | 6-2      | Kvalifikation til VM 2010 |

## Titler
Bulgarske mesterskab
- 1997 med CSKA Sofia

Bulgarske pokalturnering
- 1997 med CSKA Sofia

Schweiziske mesterskab
- 1999 med Servette FC

Schweiziske pokalturnering
- 2001 med Servette FC

UEFA Intertoto Cup
- 2007 med Atlético Madrid